# Мехнат (район Рудаки)
Мехнат (тадж. Меҳнат) — село в районе Рудаки Республики Таджикистан. Входит в состав джамоата (сельской общины) Султонобод.
Прежнее название — Абдал (до 2008 года).
Находится на расстоянии 16 км от районного центра (пгт. Сомониён) и 4 км от центра джамоата (село Султонобод).
Население — 665 чел. (2017).